# Zsámbéki Gábor

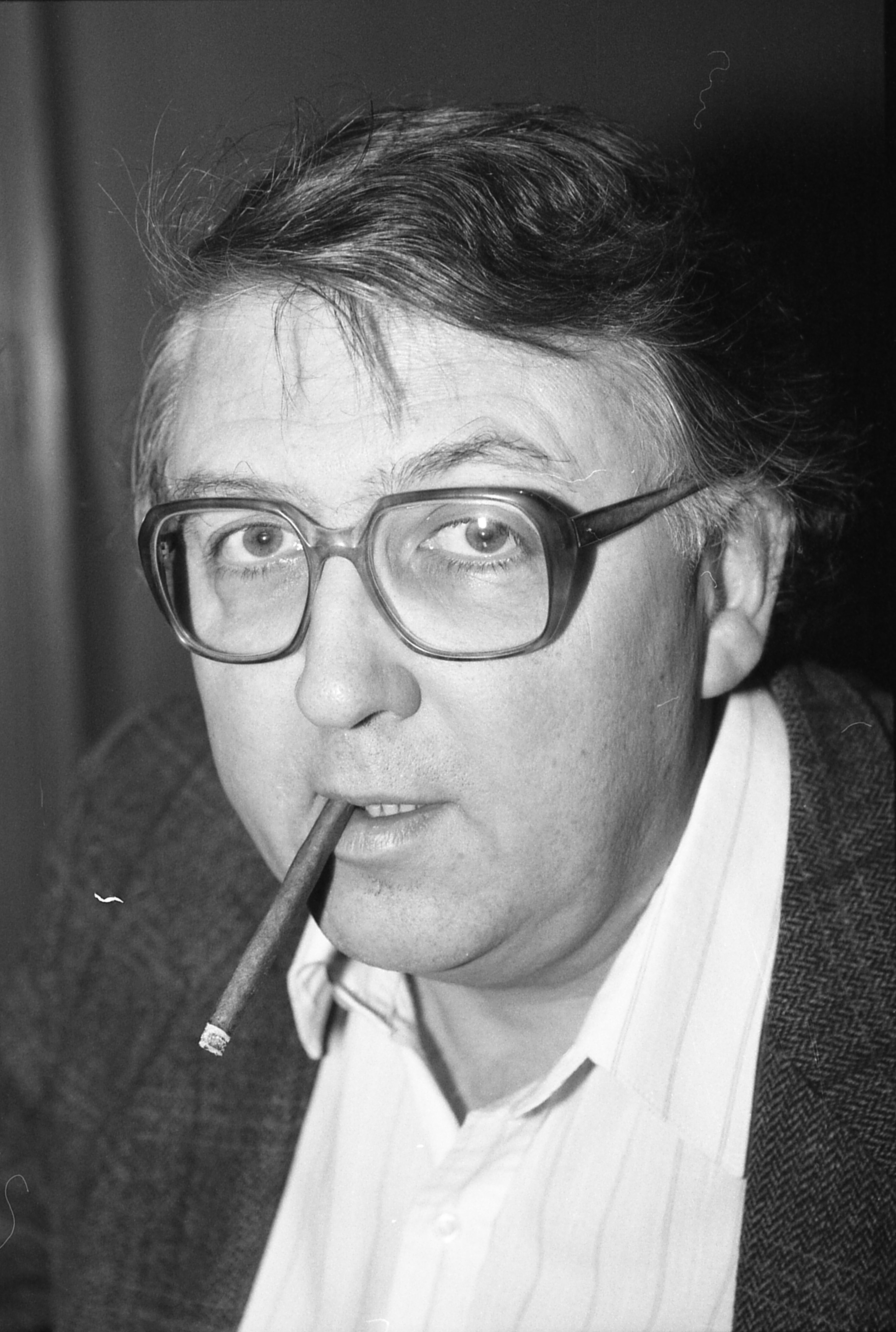
1990-ben (Rózsavölgyi Gyöngyi felvétele)

Zsámbéki Gábor (Pécs, 1943. december 30. –) Kossuth- és Jászai Mari-díjas rendező, színházigazgató, érdemes művész. A Budapesti Katona József Színház alapító tagja.

## Pályája
Színészcsaládból származik. „A szülői ház hatására kora gyerekkoromban bementem a színházba, és azóta se nagyon jöttem ki belőle.” Édesanyja Almássy Judit korán visszavonult a pályától. Édesapja Zsámbéki János, művésznevén Zách János élete végéig aktív maradt. Zách János az 1956/57-es szezonban fia későbbi sikereinek városában, Kaposváron volt direktor. Zách meghívta rendezni Németh Antalt a Nemzeti Színház egykori igazgatóját, aki nagy hatással volt a tizenhárom éves fiúra. Németh Antal rendezte az 1957. március 3-án bemutatott A mi kis városunk című Wilder-darabot. A szereposztásban felfedezhetjük a családot: A rendező szerepét Zách János; Webbnét Almássy Judit alakította. A gyermekek Judit (Rebecca Gibbs) és Gábor (Wally Webb) is színpadon voltak.
Zsámbéki korábban gyerekszínész volt, a Várkonyi Zoltán által vezetett Művész Színházban. Négyévesen az Ida regénye című darabban Szabó Sándor és Komlós Juci partnere volt. Színészi ambíciói azonban nem voltak, annak ellenére sem, hogy érettségi után egy évet díszletmunkásként dolgozott, az akkori Katona József Színházban. Késztetést érzett viszont a rendezésre, első próbálkozásra fel is vették a főiskolára, ahol elsősorban Nádasdy Kálmánért lelkesedett. 
A főiskola elvégzése után, 1968-ban Kaposvárra került. Előbb rendezője, majd édesapja korábbi vezetői székébe ülve igazgatója lett a Csiky Gergely Színháznak. Kezdetben nem érezte jól magát Kaposváron; 1970-ben azonban Komor István lett a főrendező, ekkor alakult ki a színház törzsgárdája és kezdődött a színvonalas művészi munka. 1978-ban azok közé tartozott, akinek segítségével a színházi élet irányítói szerették volna megújítani, korszerűsíteni a Nemzeti Színházat. Vezetőrendezőnek szerződtették és meghatározó posztra került Székely Gábor is. A kaposvári és szolnoki színház eredményei azonban nem voltak integrálhatóak, állandósultak a szakmai és politikai konfliktusok. 
1982-ben megkezdődött a visszarendeződés, ekkor Székely Gáborral elhagyták a színházat. Néhány hónappal később azonban lehetőséget kaptak egy önálló társulat létrehozására és birtokba vehették a Petőfi Sándor utcai színházépületet. A név: Katona József Színház változatlan maradt, Székely Gábor igazgatói, Zsámbéki művészeti vezetői megbízást kapott. Székely Gábor 1989-ben távozott a színháztól, ekkortól Zsámbéki Gábor töltötte be az igazgatói posztot.
2010-ben már nem pályázott. 2011. február 1-én Máté Gábor váltotta az igazgatói székben.
1979–2020 között tanított a Színház- és Filmművészeti Főiskolán, az intézmény professor emeritusa. 1999-ben DLA fokozatot szerzett. 2020. augusztus 1-én azonnali hatállyal felmondott, tiltakozásul az egyetem átszervezése miatt.
A Széchenyi Irodalmi és Művészeti Akadémia tagja.
1989 óta a párizsi Európa Színház Tanács tagja, 1998-tól a szervezet elnöke. 2008-ban társulatával egyetemben kilépett a szervezetből.

## Rendezései

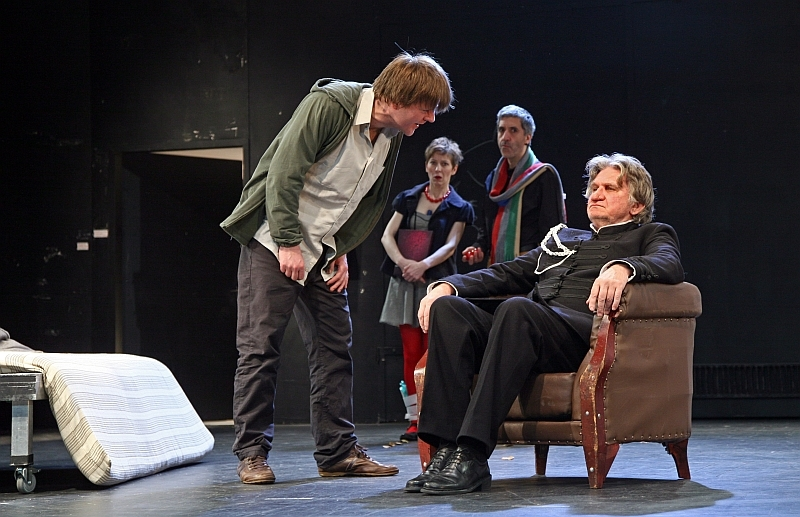
Mizantróp
Szilágyi Lenke felvétele

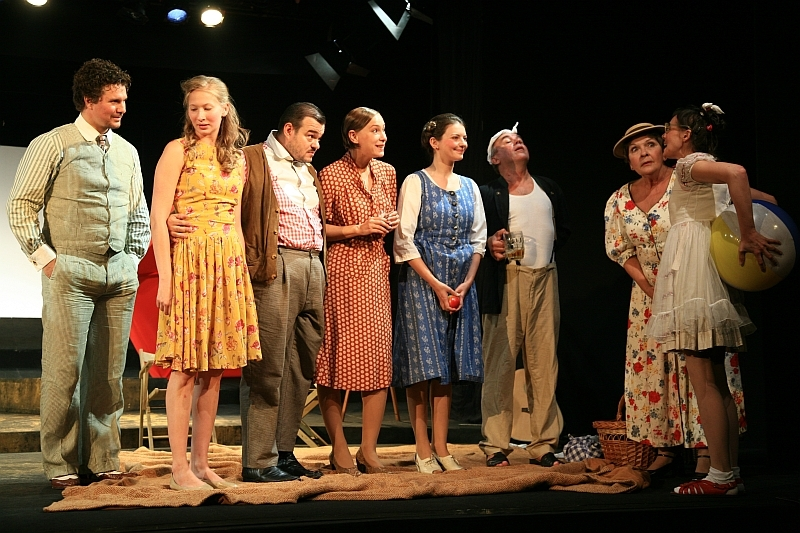
Mesél a bécsi erdő
Szilágyi Lenke felvétele

### Magyarországon
| Szerző                                                         | A darab címe                                        | A bemutató dátuma     | S z í n h á z                                    |
| -------------------------------------------------------------- | --------------------------------------------------- | --------------------- | ------------------------------------------------ |
| Puskin                                                         | Don Juan                                            | 1967. február 10.     | Ódry Színpad                                     |
| Goldoni                                                        | Mirandolina                                         | 1968. március 8.      | Kaposvári Csiky Gergely Színház                  |
| Schisgal                                                       | Gépírók                                             | 1969.                 | Kaposvári Csiky Gergely Színház                  |
| Schisgal                                                       | A tigris                                            | 1969.                 | Kaposvári Csiky Gergely Színház                  |
| Shakespeare                                                    | A windsori víg nők                                  | 1969. április 25.     | Kaposvári Csiky Gergely Színház                  |
| Knott                                                          | Várj, amíg sötét lesz                               | 1969. november 21.    | Kaposvári Csiky Gergely Színház                  |
| Füst Milán                                                     | A zongora                                           | 1970. február 7.      | Egyetemi Színpad-Universitas Együttes            |
| Szomory Dezső                                                  | Incidens az Ingeborg hangversenyen                  | 1970. február 7.      | Egyetemi Színpad-Universitas Együttes            |
| Osztrovszkij                                                   | A művésznő és hódolói                               | 1970. március 6.      | Kaposvári Csiky Gergely Színház                  |
| Goldoni                                                        | A kávéház                                           | 1970. május 16.       | Kaposvári Csiky Gergely Színház                  |
| Shaffer                                                        | Játék a sötétben                                    | 1970. november 20.??? | Kaposvári Csiky Gergely Színház                  |
| Szakonyi Károly                                                | Adáshiba                                            | 1970. november 20.??? | Miskolci Nemzeti Színház                         |
| Ackhard                                                        | Akar velem játszani?                                | 1970. december 29.    | Ódry Színpad                                     |
| Farquhar                                                       | A toborzó tiszt                                     | 1971. február 12.     | Egyetemi Színpad-Universitas Együttes            |
| Machiavelli                                                    | Mandragóra                                          | 1971. március 26.     | Kaposvári Csiky Gergely Színház                  |
| Csehov                                                         | Sirály                                              | 1971. október 2.      | Kaposvári Csiky Gergely Színház                  |
| Eduardo De Filippo                                             | Filumena házassága                                  | 1972. január 7.       | Kaposvári Csiky Gergely Színház                  |
| Weöres Sándor                                                  | Szent György és a sárkány                           | 1972. május 2.        | Kaposvári Csiky Gergely Színház                  |
| Ariano Suassuna                                                | A kutya testamentuma                                | 1972. december 28.    | Kaposvári Csiky Gergely Színház                  |
| Kleist                                                         | Homburg hercege                                     | 1973. március 16.     | Kaposvári Csiky Gergely Színház                  |
| Shakespeare                                                    | Ahogy tetszik                                       | 1974. január 11.      | Kaposvári Csiky Gergely Színház                  |
| Szabó György-Behár György                                      | Fekete rózsa                                        | 1974. február 22.     | Kaposvári Csiky Gergely Színház                  |
| Goldoni                                                        | A kávéház                                           | 1974. július 6.       | Szentendrei Teátrum                              |
| Sütő András                                                    | Egy lócsiszár virágvasárnapja                       | 1974. október 4.      | Kaposvári Csiky Gergely Színház                  |
| John Arden-Margaretta D'Arcy Margaretta                        | Királyi kegy, avagy a színésszé lett katona         | 1974. december 17.    | Kaposvári Csiky Gergely Színház                  |
| Shakespeare                                                    | Téli rege                                           | 1976. január 23.      | Kaposvári Csiky Gergely Színház                  |
| Sütő András                                                    | Csillag a máglyán                                   | 1976. április 16.     | Kaposvári Csiky Gergely Színház                  |
| Jókai Mór                                                      | Thespis kordéja                                     | 1976. október 6.      | Ódry Színpad                                     |
| Leo Fall-Harsányi Zsolt                                        | Pompadur (Társrendező: Babarczy László)             | 1976. október 21.     | Kaposvári Csiky Gergely Színház                  |
| Csehov                                                         | Ivanov                                              | 1977. október 7.      | Kaposvári Csiky Gergely Színház                  |
| Jurij Olesa                                                    | A három kövér                                       | 1977. november 24.    | Kaposvári Csiky Gergely Színház                  |
| Szamuil Marsak                                                 | A bűvös erdő (Társrendező: Gazdag Gyula)            | 1978. március 9.      | Kaposvári Csiky Gergely Színház                  |
| Gorkij                                                         | Éjjeli menedékhely                                  | 1979. február 2.      | Budapesti Nemzeti Színház                        |
| Wesker                                                         | A konyha                                            | 1979. május 31.       | Budapesti Nemzeti Színház                        |
| Molière                                                        | Az úrhatnám polgár                                  | 1979. október 12.     | Budapesti Nemzeti Színház                        |
| Németh László                                                  | Husz János                                          | 1980. március 28.     | Budapesti Nemzeti Színház                        |
| Shakespeare                                                    | IV. Henrik I. rész                                  | 1980. december 4.     | Budapesti Nemzeti Színház                        |
| Shakespeare                                                    | IV. Henrik II. rész                                 | 1980. december 5.     | Budapesti Nemzeti Színház                        |
| Jókai Mór                                                      | Thália szekerén                                     | 1981. december 12.    | Budapesti Nemzeti Színház                        |
| Euripidész                                                     | Euripidész                                          | 1982. február 26.     | Budapesti Nemzeti Színház                        |
| Goldoni                                                        | Mirandolina                                         | 1982. május 14.       | Budapesti Nemzeti Színház                        |
| Machiavelli                                                    | Mandragora                                          | 1982. június 30.      | Szolnoki Nyári Színház                           |
| Csehov                                                         | A manó                                              | 1982. október 15.     | Budapesti Katona József Színház                  |
| Schwajda György                                                | A szent család                                      | 1983. május 13.       | Budapesti Katona József Színház                  |
| Ladislav Smoček                                                | Dr. Burke különös délutánja                         | 1983. május 13.       | Budapesti Katona József Színház                  |
| Spiró György                                                   | Az imposztor                                        | 1983. október 28.     | Budapesti Katona József Színház                  |
| John Ford                                                      | Kár, hogy kurva (1633)                              | 1984. február 24.     | Budapesti Katona József Színház                  |
| John Osborne                                                   | Dühöngő ifjúság                                     | 1984. április 16.     | Dunaújvárosi Bemutatószínpad                     |
| Alfred Jarry                                                   | Übü király                                          | 1984. október 25.     | Budapesti Katona József Színház                  |
| Harold Pinter                                                  | Afféle Alaszka                                      | 1985. január 10.      | Budapesti Katona József Színház                  |
| Harold Pinter                                                  | Az utolsó pohár                                     | 1985. január 10.      | Budapesti Katona József Színház                  |
| Pirandello                                                     | Az ember, az állat és az erény                      | 1985. március 29.     | Egri Gárdonyi Géza Színház                       |
| Aphra Behn                                                     | A kalóz                                             | 1985. július 5.       | Városmajori Szabadtéri Színpad                   |
| Simon Gray                                                     | A dolgok menete                                     | 1985. november 15.    | Ódry Színpad                                     |
| Spiró György                                                   | Csirkefej                                           | 1986. október 17.     | Budapesti Katona József Színház                  |
| Eugene O’Neill                                                 | Utazás az éjszakába                                 | 1987. április 23.     | Budapesti Katona József Színház.                 |
| Gogol                                                          | A revizor                                           | 1987. december 18.    | Budapesti Katona József Színház                  |
| Shakespeare                                                    | Vízkereszt, vagy amit akartok                       | 1989. április 24.     | Budapesti Katona József Színház                  |
| Spiró György                                                   | Csirkefej (felújítás)                               | 1989. október 17.     | Budapesti Katona József Színház                  |
| Ödön von Horváth                                               | Kasimir és Karoline                                 | 1990. február 6.      | Ódry Színpad                                     |
| Brecht                                                         | Turandot avagy a szerecsenmosdatók kongresszusa     | 1990. november 13.    | Budapesti Katona József Színház                  |
| David Hare                                                     | A titkos elragadtatás                               | 1991. május 17.       | Budapesti Katona József Színház                  |
| Shakespeare                                                    | Hamlet                                              | 1991. december 19.    | Budapesti Katona József Színház – Kamra          |
| Kárpáti Péter                                                  | Akárki                                              | 1993. február 11.     | Budapesti Katona József Színház – Kamra          |
| Shakespeare                                                    | Hamlet (felújítás)                                  | 1993. április 1.      | Budapesti Katona József Színház – Kamra          |
| Shakespeare                                                    | Julius Caezar                                       | 1994. február 11.     | Budapesti Katona József Színház                  |
| Weöres Sándor                                                  | Octopus, avagy Szent György és a sárkány históriája | 1994. május 12.       | Ódry Színpad                                     |
| Molière                                                        | A fösvény                                           | 1994. december 17.    | Budapesti Katona József Színház                  |
| Csehov                                                         | Cseresznyéskert                                     | 1995. november 17.    | Budapesti Katona József Színház                  |
| Csalog Zsolt                                                   | Csendet akarok                                      | 1996. október 10.     | Budapesti Katona József Színház – Kamra          |
| Kleist                                                         | Eltört korsó                                        | 1996. december 28.    | Budapesti Katona József Színház                  |
| Tadeusz Różewicz                                               | Csapda                                              | 1997                  | Ódry Színpad                                     |
| Gombrowicz                                                     | Yvonne, burgundi hercegnő                           | 1997. október 24.     | Budapesti Katona József Színház                  |
| Caragiale                                                      | Az elveszett levél                                  | 1998. október 30.     | Budapesti Katona József Színház                  |
| Shakespeare                                                    | A vihar                                             | 1999. december 27.    | Budapesti Katona József Színház                  |
| Molière                                                        | Tartuffe                                            | 2000. november 9.     | Budapesti Katona József Színház                  |
| Weöres Sándor                                                  | Szent György és a sárkány                           | 2001. november 23.    | Budapesti Katona József Színház                  |
| Spiró György                                                   | Koccanás                                            | 2004. január 4.       | Budapesti Katona József Színház                  |
| Euripidész                                                     | Médeia                                              | 2004. december 19.    | Budapesti Katona József Színház                  |
| Goldoni                                                        | A háború                                            | 2007. január 5.       | Színház- és Filmművészeti Egyetem Rákóczi út 21. |
| Goldoni                                                        | A karnevál utolsó éjszakája                         | 2007. március 31.     | Budapesti Katona József Színház                  |
| Irodalmi összeállítás: Fodor Géza; Lengyel György és a rendező | Az emberek veszedelmes közelségében (Notóriusok I.) | 2007. október 18.     | Budapesti Katona József Színház – Kamra          |
| Shakespeare                                                    | Vigyétek ki az éjjelit!                             | 2007. december 10.    | Ódry Színpad                                     |
| Shakespeare                                                    | Macbeth                                             | 2008. március 14.     | Budapesti Katona József Színház – Kamra          |
| Edward Bond                                                    | Szék                                                | 2008. november 15.    | Budapesti Katona József Színház                  |
| Edward Bond                                                    | Ki jön a házamba?                                   | 2008. november 15.    | Budapesti Katona József Színház                  |
| Edward Bond                                                    | Emberek                                             | 2008. november 15.    | Budapesti Katona József Színház                  |
| Ludvig Holberg                                                 | A goborló (Erasmus Montanus)                        | 2009. március 27.     | Ódry Színpad                                     |
| Ödön von Horváth                                               | Mesél a bécsi erdő                                  | 2009. november 6.     | Budapesti Katona József Színház                  |
| Csalog Zsolt                                                   | Csendet akarok (felújítás)                          | 2010. december 19.    | Budapesti Katona József Színház – Kamra          |
| Molière                                                        | Mizantróp                                           | 2011. január 28.      | Budapesti Katona József Színház                  |
| Gorkij                                                         | Kispolgárok                                         | 2012. január 20.      | Budapesti Katona József Színház                  |
| Carlo Gozzi                                                    | A kígyóasszony                                      | 2012. október 20.     | Ódry Színpad                                     |
| Ibsen                                                          | A nép ellensége                                     | 2013. április 27.     | Budapesti Katona József Színház                  |
| Beckett                                                        | Godot-ra várva                                      | 2014. április 26.     | Katona József Színház                            |
| Brecht                                                         | Kurázsi mama és gyermekei                           | 2015. január 17.      | Katona József Színház                            |
| Roos                                                           | Sárga Vonal                                         | 2015. november 21.    | Ódry Színpad – Padlás                            |
| Shakespeare                                                    | Minden jó, ha vége jó                               | 2016. június 4.       | Katona József Színház                            |
| Alekszandr Szergejevics Puskin                                 | Borisz Godunov                                      | 2017. május 27        | Katona József Színház                            |
| Spiró György                                                   | Széljegy                                            | 2018. március 3.      | Katona József Színház                            |
| Federico García Lorca                                          | Ha elmúlik öt év                                    | 2019. május 18        | Katona József Színház                            |
|                                                                | A császár                                           | 2020. március 6       | Katona József Színház                            |
| Shakespeare                                                    | Lear király                                         | 2021. május 29        | Katona József Színház                            |
| Spiró György                                                   | Főtitkárok                                          | 2022. március 4.      | Katona József Színház – Kamra                    |

### Külföldön
Többek között Kubában, Csehszlovákiában, Finnországban, Németországban, Izraelben, Norvégiában rendezett. Workshopokat tartott Angliában, az Egyesült Államokban, Ausztráliában és Németországban.

## Díjai
- 1973 – Jászai Mari-díj
- 1981 – Érdemes művész
- 1988 – Kossuth-díj
- 1989 – BITEF Nagydíj – A revizor
- 1990 – Francia kritikusok díja a legjobb külföldi előadásnak – Übü király
- 1990 – Legjobb külföldi előadás díja (Caracas) – A revizor
- 2002 – Hazám-díj
- 2002 – A Magyar Köztársasági Érdemrend középkeresztje
- 2005 – Színikritikusok díja
  - A legjobb rendezés (megosztva)
  - A legjobb előadás (Médeia)
- 2007 – Színikritikusok díja. A legjobb előadás (A karnevál utolsó éjszakája)
- 2007 – POSZT. A legjobb előadás (A karnevál utolsó éjszakája)
- 2008 – A Fővárosi Önkormányzat színházi díja (Notóriusok sorozat)
- 2010 – Budapest díszpolgára
- 2010 – Gundel művészeti díj
- Vastaps díj. Legjobb rendezés 
  - (A mizantróp) (2011)
  - Borisz Godunov (2017)[15]
- 2011 – Budapest Értékei díj
- 2013 – Színikritikusok díja
  - Életműdíj
  - Legjobb előadás (A nép ellensége)
- 2016 – Szent-Györgyi Albert Emlékérem
- 2022 – Francia Irodalmi és Művészeti lovagkereszt[16]